# Christophe Beaux
Christophe Beaux, né le 1er octobre 1966 à Sainte-Foy-lès-Lyon, est un haut fonctionnaire français et une personnalité de l'industrie et de la culture. Il est président-directeur général de la Monnaie de Paris de 2007 à 2017 et est ensuite nommé conseiller maître à la Cour des comptes par le gouvernement en février 2017. Il dirige la mission de préfiguration du mont Saint-Michel de mars à décembre 2019. Du 1er janvier 2020 jusqu'à la fin de l'année 2024, il est directeur général du Mouvement des entreprises de France (MEDEF). Il réintègre ensuite la Cour des comptes.

## Biographie

### Formation
Il est élève de l'École des hautes études commerciales de Paris (HEC Paris) de 1986 à 1989, étudie à l’université Paris IV-Sorbonne de 1988 à 1989 et à l'Institut d'études politiques de Paris de 1989 à 1990, avant d'être diplômé de l’École nationale d'administration (ENA) dans la promotion 1994 « Antoine de Saint-Exupéry ».

### Parcours  professionnel
En 1994, il est nommé à la direction générale du Trésor du ministère de l'Économie et des Finances. Il participe aux plans de redressement d’Air France, d’Eurotunnel et du Crédit lyonnais. À cette occasion, il prend part aux négociations entre la France et la Commission européenne sur les aides d’État à ces entreprises. Il exerce également la tutelle de la SNCF, de la RATP et d’Aéroports de Paris.
Après avoir été en poste à New York pour l'ambassade de France aux États-Unis, où il représente le Trésor auprès de la communauté financière américaine, il est nommé vice-président à la banque JPMorgan à Londres, où il travaille dans le secteur des fusions-acquisitions.
De retour en France, il est appelé en 2002 au cabinet ministériel de Francis Mer, alors ministre de l'Économie, des Finances et de l’Industrie. En 2004, il devient sous-directeur au Trésor puis conseiller auprès du Premier ministre Jean-Pierre Raffarin. En 2005, il est nommé directeur du cabinet de François Loos, ministre de l'Industrie, et directeur adjoint du cabinet de Thierry Breton, ministre de l'Économie, des Finances et de l'Industrie. Il gère alors notamment les dossiers des pôles de compétitivité, du crédit d'impôt recherche, l'ouverture des marchés du gaz et de l'électricité ou encore la gestion des déchets nucléaires.

### Président-directeur général de la Monnaie de Paris
En avril 2007, le président Jacques Chirac le nomme président-directeur général de la Monnaie de Paris, établissement public à caractère industriel et commercial (EPIC) qui fabrique les pièces d'euros et des produits d'art,. Il restructure l'entreprise en maîtrisant les charges, en créant de nouveaux produits en or et en argent, et en développant l'export de monnaies courantes. La Monnaie de Paris réalise ses premiers bénéfices dès 2008 et en 2010, le chiffre d'affaires de l'EPIC a augmenté de 50 % avec des activités commerciales qui dépassent la part régalienne. Forte de ses bons résultats, la Monnaie de Paris versera même en 2012 un superdividende de 46 millions d'euros à l'État.
Christophe Beaux propose la création d'une pièce de 5 € qui serait à terme moins coûteuse pour les États de la zone euro que le renouvellement fréquent des billets de 5 €,.
Il oriente également la Monnaie de Paris vers de nouvelles activités culturelles.
Sous la présidence de Christophe Beaux, la Monnaie de Paris entame en 2011 une importante transformation de son site historique parisien : baptisé « MetaLmorphoses », ce projet vise à créer une « cité du métal » mettant en valeur l'architecture, les métiers, les savoir-faire, les créations contemporaines et les collections patrimoniales de la Monnaie de Paris,.
Le 5 avril 2012, Christophe Beaux est reconduit à la tête de l'EPIC pour un nouveau mandat de cinq ans. Il quitte ses fonctions à la fin de son second mandat, en mars 2017. Il est alors nommé haut magistrat à la Cour des comptes.

### Administrateur indépendant de France Télévisions
En février 2011, Christophe Beaux est nommé par le CSA membre du conseil d'administration de France Télévisions, et renouvelé dans ces fonctions le 16 février 2016. A plusieurs reprises, il souligne la situation économique difficile du groupe audiovisuel public, appelle à la vigilance et demande à préserver les marges de manœuvre du groupe pour l'avenir. Il insiste sur le besoin de réformes structurelles et propose de repenser les conditions de la diffusion de la publicité afin d'augmenter les recettes du Groupe.  
Candidat pour la présidence du groupe en 2015 parmi 33 personnalités, il est sélectionné par le CSA et auditionné avec 6 autres finalistes.
Il est reconduit en 2016 dans ses fonctions d'administrateur indépendant et devient président du comité stratégique.

### A la tête de la mission de préfiguration du Mont Saint-Michel
En mars 2019, il est nommé à la tête de la mission de préfiguration du nouvel établissement public à caractère industriel et commercial (EPIC) national du Mont-Saint-Michel. Il achève sa mission à la fin de la même année.

### Directeur général du MEDEF
Le 1er janvier 2020, Christophe Beaux prend la direction générale du Mouvement des entreprises de France (MEDEF). Il succède à Michel Guilbaud qui occupait la fonction depuis neuf ans. Aux côtés du président du MEDEF, il gère la période difficile du confinement dans les entreprises pendant l'épidémie de Covid, les conséquences économiques de la guerre en Ukraine et de la crise énergétique qui s'ensuit, ainsi que plusieurs réformes sociales dont celle des retraites en 2024[réf. nécessaire].

### Autres mandats
De février à juillet 2010, Christophe Beaux est membre de la commission de réflexion sur l’avenir de l’Hôtel de la Marine présidée par l'ancien président de la République Valéry Giscard d'Estaing. Cette commission réunit douze personnalités du monde culturel, historiens, anciens ministres et patrons d’établissements publics. Son rapport est remis au président de la République en juillet 2010 et recommande que ce monument historique soit remis en gestion au Louvre et à la Caisse des dépôts et consignations lorsque l'état-major de la Marine l'aura quitté. Christophe Beaux et Bertrand Collomb, ancien président du Groupe Lafarge, signent alors ensemble une tribune dans Le Figaro regrettant que des usages davantage tournés vers le public ne soient pas envisagés. Cette idée sera reprise plus tard lorsque l'Hôtel de la Marine sera finalement confié au Centre des monuments nationaux.
Christophe Beaux est également administrateur de l'Agence France-Presse (2013-2015), du Palais de Tokyo (2012-2017), de l’Orchestre de chambre de Paris (depuis 2016), du festival « Les Etés de la danse » (depuis 2017) et de l'association caritative CARE France (depuis 2017) .

## Décorations
Christophe Beaux est chevalier de la Légion d'honneur (2012), officier de l’ordre national du Mérite (2022, chevalier en 2010) et officier de l'ordre des Arts et des Lettres (2017). 
En 2014, Christophe Beaux a reçu le Grand Prix du communicant par la revue Acteurs publics et l'association Communication publique.